# Председнички избори у САД 1852.
Председнички избори у Сједињеним Државама 1852. били су 17. четворогодишњи председнички избори, одржани у уторак, 2. новембра 1852. Демократа Френклин Пирс победио је виговског кандидата генерала Винфилда Скота. Кандидат треће стране из странке Слободно тло, Џон П. Хејл, такође се кандидовао и дошао на треће место, али није добио електорске гласове.
Актуелни председник Вига Милард Филмор је наследио место председника 1850. године након смрти председника Закарија Тејлора. Филмор је подржао Компромис из 1850. и спровео Закон о одбеглим робовима. Ово је донело подршку гласача Fillmore Southern и опозицију северних бирача. На 53. гласању на националној конвенцији виговаца из 1852. године подељене по секцијама, Скот је победио Филмора за номинацију. Демократе подељене између четири главна кандидата на Демократској националној конвенцији 1852. На 49. гласању, кандидат тамног коња Френклин Пирс је добио номинацију компромисом консензуса. Партија слободног тла, трећа страна која се противи ширењу ропства у Сједињеним Државама и на територије, номиновала је сенатора Њу Хемпшира Џона П. Хејла.
Са мало разлика у политици између два главна кандидата, избори су постали такмичење личности. Иако је Скот командовао у Мексичко-америчком рату, Пирс је такође служио. Скот је заоштрио јединство Виговске партије јер је његова репутација против ропства озбиљно нарушила његову кампању на југу. Група јужњачких виговаца и одвојена група јужњачких демократа номиновале су карте за побуњенике, али оба покушаја нису успела да привуку подршку.
Пирс и његов потпредседник Вилијам Р. Кинг освојили су удобну већину, са 27 од 31 државе. Пирс је освојио највећи удео електорских гласова од неспорног реизбора Џејмса Монроа 1820. године. Партија слободног тла је назадовала на мање од пет процената гласова националног народа, што је пад са више од десет процената 1848. године, док су огроман пораз и неслагање око ропства убрзо довели до распада Виговске партије. Вигови против ропства и Слободни Соилери би се на крају удружили у нову Републиканску странку, која би брзо постала огроман покрет у слободним државама.
Тек 1876. демократе ће поново освојити већину гласова народа за председника, а тек 1932. неће освојити већину и на народним изборима и на електорском колегијуму.